# Eric Bailly
Eric Bertrand Bailly (phát âm tiếng Pháp: [eʁik bɛʁ.tʁɑ̃ baji]; sinh ngày 12 tháng 4 năm 1994) là một cầu thủ bóng đá chuyên nghiệp người Bờ Biển Ngà hiện đang thi đấu ở vị trí trung vệ cho câu lạc bộ La Liga Villarreal và đội tuyển bóng đá quốc gia Bờ Biển Ngà.
Khởi nghiệp bóng đá tại Tây Ban Nha trong màu áo câu lạc bộ Espanyol, anh chuyển đến Villarreal với mức giá 5.7 triệu Bảng Anh vào ngày 29 tháng 1 năm 2015 và 18 tháng sau đó chuyển đến Manchester United.
Bailly ra mắt đội tuyển Bờ Biển Ngà vào năm 2015 và cùng đội tuyển đoạt chức vô địch Cúp bóng đá châu Phi 2015.

## Sự nghiệp câu lạc bộ

### Espanyol
Eric Bailly sinh tại thị trấn Bingerville vùng đông nam của Bờ Biển Ngà. Bailly ký hợp đồng với Espanyol khi mới 17 tuổi vào năm 2011. Tuy nhiên, anh phải chờ gần một năm để có giấy phép lao động và không thể thi đấu cho đến mùa 2013/14. Sau 1 năm bị trì hoãn giấy phép lao động và phải chơi ở đội B Espanyol ở giải hạng 3 Tây Ban Nha, Bailly chính thức ra mắt đội 1 vào năm 2014.
Bailly có trận ra mắt Espanyol năm 20 tuổi tức là ngày 5 tháng 10 năm 2014, khi vào sân từ ghế dự bị trong chiến thắng 2-0 trước Real Sociedad. Anh được đá chính 4 trận cho RCD Espanyol trước khi gia nhập Villarreal với giá 4,5 triệu bảng vào tháng 1 năm 2015.

### Villarreal
ngày 29 tháng 1 năm 2015, Bailly chính thức chuyển sang Villarreal với một bản hợp đồng có thời hạn 5 năm. Tàu ngầm vàng đã "vớ" được viên ngọc quý khi chỉ bỏ ra 4,4 triệu bảng cho Espanyol để thay thế cho hậu vệ Arsenal Gabriel Paulista. Ở đây, anh từng bước gây dựng danh tiếng của một trong những hậu vệ trẻ triển vọng nhất châu Âu. Mùa 2015/16, Bailly ra sân 25 lần ở La Liga.
Anh ra mắt đội bóng với biệt danh "Tàu Ngầm Vàng" vào ngày 22 tháng 2 trong chiến thắng 1-0 trên sân nhà trước SD Eibar.
Vào ngày 19 tháng 3, Bailly ra mắt ở đấu trường UEFA Europa League bằng một tấm thẻ đỏ trong trận thua 1-2 trên sân khách trước Sevilla FC.
Vào ngày 18 tháng 10 năm 2015, Bailly lại một lần nữa bị đuổi khỏi sân trong trận thua 1-2 trước Celta de Vigo trên Sân vận động El Madrigal. Vào ngày 22 tháng 10, anh ghi một bàn thắng trong trận thắng 4-0 trên sân nhà trước đội bóng FC Dinamo Minsk.

### Manchester United
Vào ngày 8 tháng 6 năm 2016, Bailly đã ký hợp đồng 4 năm kèm theo điều khoản tự động gia hạn thêm 2 năm với Manchester United.

### Besiktas
Vào ngày 4 tháng 9 năm 2023, câu lạc bộ Süper Lig Beşiktaş thông báo về việc ký hợp đồng với Bailly,  theo hợp đồng được cho là có thời hạn một năm.
Vào ngày 11 tháng 12 năm 2023, Beşiktaş thông báo rằng Bailly đã bị loại khỏi đội cùng với Vincent Aboubakar , Valentin Rosier , Rachid Ghezzal và Jean Onana do thành tích kém và không tương thích trong đội.  Vào ngày 29 tháng 12 năm 2023, có thông báo rằng hợp đồng của Bailly đã bị chấm dứt.

### Trở lại Villarreal
Vào ngày 30 tháng 12 năm 2023, Bailly tái ký hợp đồng với Villarreal có thời hạn 18 tháng.

## Sự nghiệp quốc tế
vào ngày 29 tháng 12 năm 2014, Bailly được ông huấn luyện viên Hervé Renard rút gọn danh sách bao gồm 23 cầu thủ tham dự Cúp bóng đá châu Phi 2015. Anh có màn ra mắt cho đội tuyển quốc gia vào ngày 11 tháng 1 năm 2015 trong trận đấu giao hữu với đội tuyển Nigeria, và anh tham dự đầy đủ cả sáu trận đấu ở giải đấu này góp phần giúp Bờ Biển Ngà lên ngôi vô địch.

## Thống kê sự nghiệp

### Câu lạc bộ
Tính đến các trận đấu từ ngày 26 tháng 5 năm 2021
| Câu lạc bộ          | Mùa giải            | Giải đấu            | Giải đấu | Giải đấu     | Cúp quốc gia | Cúp quốc gia | Cúp liên đoàn | Cúp liên đoàn | Châu Âu | Châu Âu      | Khác    | Khác         | Tổng cộng | Tổng cộng    |
| Câu lạc bộ          | Mùa giải            | Giải đấu            | Số trận  | Số bàn thắng | Số trận      | Số bàn thắng | Số trận       | Số bàn thắng  | Số trận | Số bàn thắng | Số trận | Số bàn thắng | Số trận   | Số bàn thắng |
| ------------------- | ------------------- | ------------------- | -------- | ------------ | ------------ | ------------ | ------------- | ------------- | ------- | ------------ | ------- | ------------ | --------- | ------------ |
| Espanyol B          | 2013–14             | Segunda División B  | 20       | 0            | —            | —            | —             | —             | —       | —            | —       | —            | 20        | 0            |
| Espanyol B          | 2014–15             | Segunda División B  | 1        | 0            | —            | —            | —             | —             | —       | —            | —       | —            | 1         | 0            |
| Espanyol B          | Tổng cộng           | Tổng cộng           | 21       | 0            | —            | —            | —             | —             | —       | —            | —       | —            | 21        | 0            |
| Espanyol            | 2014–15             | La Liga             | 5        | 0            | 0            | 0            | —             | —             | —       | —            | —       | —            | 5         | 0            |
| Villarreal          | 2014–15             | La Liga             | 10       | 0            | 0            | 0            | —             | —             | 1       | 0            | —       | —            | 11        | 0            |
| Villarreal          | 2015–16             | La Liga             | 25       | 0            | 3            | 0            | —             | —             | 7       | 1            | —       | —            | 35        | 1            |
| Villarreal          | Tổng cộng           | Tổng cộng           | 35       | 0            | 3            | 0            | —             | —             | 8       | 1            | —       | —            | 46        | 1            |
| Manchester United   | 2016–17             | Premier League      | 25       | 0            | 0            | 0            | 1             | 0             | 11      | 0            | 1       | 0            | 38        | 0            |
| Manchester United   | 2017–18             | Premier League      | 13       | 1            | 2            | 0            | 0             | 0             | 3       | 0            | 0       | 0            | 18        | 1            |
| Manchester United   | 2018–19             | Premier League      | 12       | 0            | 1            | 0            | 1             | 0             | 4       | 0            | —       | —            | 18        | 0            |
| Manchester United   | 2019–20             | Premier League      | 4        | 0            | 3            | 0            | 0             | 0             | 4       | 0            | —       | —            | 11        | 0            |
| Manchester United   | 2020–21             | Premier League      | 12       | 0            | 1            | 0            | 3             | 0             | 5       | 0            | —       | —            | 21        | 0            |
| Manchester United   | 2021–22             | Premier League      | 4        | 0            | 0            | 0            | 1             | 0             | 2       | 0            | —       | —            | 7         | 0            |
| Manchester United   | Tổng cộng           | Tổng cộng           | 70       | 1            | 7            | 0            | 6             | 0             | 29      | 0            | 1       | 0            | 113       | 1            |
| Marseille (mượn)    | 2022–23             | Ligue 1             | 17       | 0            | 1            | 0            | —             | —             | 5       | 0            | —       | —            | 23        | 0            |
| Beşiktaş            | 2023–24             | Süper Lig           | 5        | 0            | 0            | 0            | —             | —             | 3       | 0            | —       | —            | 8         | 0            |
| Villarreal          | 2023–24             | La Liga             | 10       | 0            | 1            | 0            | —             | —             | 2       | 0            | —       | —            | 13        | 0            |
| Tổng cộng sự nghiệp | Tổng cộng sự nghiệp | Tổng cộng sự nghiệp | 163      | 1            | 12           | 0            | 6             | 0             | 48      | 1            | 1       | 0            | 230       | 2            |

1. ↑  Số lần ra sân tại UEFA Champions League
2. ↑  Số lần ra sân tại UEFA Europa Conference League
3. ↑  Số lần ra sân tại UEFA Europa League

### Sự nghiệp quốc tế
Tính đến ngày 17 tháng 6 năm 2023
| Bờ Biển Ngà | Bờ Biển Ngà | Bờ Biển Ngà  |
| Năm         | Số trận     | Số bàn thắng |
| ----------- | ----------- | ------------ |
| 2015        | 12          | 0            |
| 2016        | 5           | 0            |
| 2017        | 11          | 0            |
| 2018        | 4           | 1            |
| 2019        | 1           | 1            |
| 2020        | 3           | 0            |
| 2021        | 4           | 1            |
| 2022        | 4           | 0            |
| 2023        | 3           | 0            |
| Tổng cộng   | 49          | 2            |

### Bàn thắng quốc tế
Tính đến ngày 23 tháng 3 năm 2019. Bàn thắng và kết quả của Bờ Biển Ngà được để trước.
| #. | Ngày                 | Địa điểm                                                  | Đối thủ   | Bàn thắng | Kết quả | Giải đấu           |
| -- | -------------------- | --------------------------------------------------------- | --------- | --------- | ------- | ------------------ |
| 1  | 12 tháng 10 năm 2018 | Sân vận động Bouaké, Bouaké, Bờ Biển Ngà                  | Trung Phi | 2–0       | 4–0     | Vòng loại CAN 2019 |
| 2  | 23 tháng 3 năm 2019  | Sân vận động Félix Houphouët-Boigny, Abidjan, Bờ Biển Ngà | Rwanda    | 2–0       | 3–0     | Vòng loại CAN 2019 |

## Danh hiệu
Bờ Biển Ngà
- Cúp bóng đá châu Phi: 2015

Manchester United
- Cúp EFL 2016–17
- Siêu cúp Anh 2016
- UEFA Europa League 2016-17